# 全久院 (新潟県出雲崎町)
全久院（ぜんきゅういん）は新潟県三島郡出雲崎町井鼻にある曹洞宗の寺院。本尊は釈迦牟尼仏如来。新潟県新発田市（旧加治川村）養泉寺の末寺。開山は巨海意龍大和尚（1812 - 1886年）。

## 概要

### 成り立ちと開山巨海意龍
松本市全久院35世住持巨海意龍の時、松本藩主戸田光則が自らの範を示して菩提寺である全久院を廃した。巨海意龍は全久院の存続を嘆願したが悉く却下され、明治4年、止むなく本尊・経典・仏具等を奉じて越後出雲崎の羽黒町裏山にあった妙広庵に錫杖をとめて布教につとめた。その後、明治10年10月、井鼻村にあった観音堂を元に県の許可を得て全久院と改称し、建立された。
全久院開山である巨海意龍は養泉寺17世・百観音院（五泉市）3世・全久院（松本市）35世である。
養泉寺に所蔵する2種の過去帳に略伝が記されていた。略伝によると、意龍は中蒲原郡古津村の出身で、俗姓は保志氏。観音寺（阿賀野市）34世煩海筏舟の法嗣で、全久院32世雲生洞門にも参随している。
養泉寺は首先住職地で、文久2年（1862年）には34世雪巌棟門の請によって全久院35世へ昇住した。その後、先述の通り、廃仏毀釈運動により出雲崎へ難を逃れ、全久院の開山となる。明治11年6月に再建入仏式が行われ、その法語が残されている。

　拈じ得たり一蘆　迷盧の宮
　十方の世表　堂中に現ず
　乞う看よ　諸仏来迎の処
　無上の法輪　転じて窮らず

とある。
再建にあたり、多くの寺院や寄進者の寄附単が堂内に今も残されている。
明治19年、松本全久院の本寺であった泉龍院（愛知県新城市）より意龍の先住地の養泉寺とする本寺換えが許可された。同年6月19日に全久院において、75歳で死去した。
意龍から嗣法された弟子は7名いるとされ、現在もその法孫は広がり伝わっている。

### 岡島甚兵衛について
天明2年（1782年）に生まれ、弘化2年（1845年）、63歳にて死去する。
全久院の境内に自然石による石碑が建立されて、以下のような内容が刻まれている。

岡島は印判彫刻業を営みながら、数十年にわたり町内の子供たちに算術や書道を教えていた。教えを受けた子供は千人を超えるとされ、地域の人々からは敬意をもって感謝されていた。岡島の死後、多くの教え子や地域の人々により、師への感謝とその功績を後世に伝えるため石碑を建立するものである。

とある。